# Rhythm of Love (album de Kylie Minogue)
Albums de Kylie Minogue
Enjoy Yourself
(1989) Let's Get to It
(1991)
Singles
1. Better the Devil You Know
Sortie : 30 avril 1990
2. Step Back in Time
Sortie : 22 octobre 1990
3. What Do I Have to Do
Sortie : 21 janvier 1991
4. Shocked
Sortie : 20 mai 1991

Rhythm of Love est le troisième album studio de l'actrice et chanteuse australienne Kylie Minogue. Il est sorti au Royaume-Uni le 12 novembre 1990 sur le label PWL. 
L'album a débuté à la 9e place du hit-parade britannique (pour la semaine du 18 au 24 novembre 1990).

## Liste des pistes
| 1.    | Better the Devil You Know  | - Mike Stock - Matt Aitken - Pete Waterman   | Stock Aitken Waterman | 3:52 |
| 2.    | Step Back in Time          | - Stock - Aitken - Waterman                  | Stock Aitken Waterman | 3:05 |
| 3.    | What Do I Have to Do       | - Stock - Aitken - Waterman                  | Stock Aitken Waterman | 3:44 |
| 4.    | Secrets                    | - Stock - Aitken - Waterman                  | Stock Aitken Waterman | 4:06 |
| 5.    | Always Find the Time       | - Stock - Aitken - Waterman - Rick James     | Stock Aitken Waterman | 3:36 |
| 6.    | The World Still Turns      | - Kylie Minogue - Michael Jay - Mark Leggett | Jay                   | 4:00 |
| 7.    | Shocked                    | - Stock - Aitken - Waterman                  | Stock Aitken Waterman | 4:48 |
| 8.    | One Boy Girl               | - Minogue - Willie Wilcox                    | Keith Cohen           | 4:35 |
| 9.    | Things Can Only Get Better | - Stock - Aitken - Waterman                  | Stock Aitken Waterman | 3:57 |
| 10.   | Count the Days             | - Minogue - Stephen Bray                     | - Bray - Cohen        | 4:23 |
| 11.   | Rhythm of Love             | - Minogue - Bray                             | - Bray - Cohen        | 4:13 |
| 44:28 |                            |                                              |                       |      |